# Урядовий комітет
Урядові комітети — робочі колегіальні органи Кабінету Міністрів України, що утворюються для забезпечення ефективної реалізації урядових повноважень, координації дій органів виконавчої влади, попереднього розгляду проектів нормативно-правових актів, концепцій реалізації державної політики, інших документів, що подаються на розгляд урядові.
Перелік урядових комітетів і їхній посадовий склад затверджує Кабінет Міністрів України за поданням Прем'єр-міністра України. Відповідний проект розпорядження готує Секретаріат Кабінету Міністрів за погодженням з Першим віце-прем'єр-міністром, Віце-прем'єр-міністром відповідно до їхньої компетенції.

## Перелік і посадовий склад
КАБІНЕТ МІНІСТРІВ УКРАЇНИ  ПОСТАНОВА  від 11 травня 2016 р. № 330   Київ  Про утворення урядових комітетів та затвердження їх посадового складу  {Із змінами, внесеними згідно з Постановою КМ   № 514 від 08.08.2016}  Кабінет Міністрів України постановляє:  Утворити такі урядові комітети: 
- Урядовий комітет з питань економічної, фінансової та правової політики, розвитку паливно-енергетичного комплексу, інфраструктури, оборонної та правоохоронної діяльності;
- Урядовий комітет з питань соціальної політики та гуманітарного розвитку;
- Урядовий комітет з питань європейської, євроатлантичної інтеграції, міжнародного співробітництва та регіонального розвитку.

## Повноваження
Урядовий комітет для забезпечення своєї діяльності:
- утворює у разі потреби підкомітети, експертні комісії та робочі групи для розгляду окремих питань, що належать до його компетенції;
- отримує в установленому порядку від органів виконавчої влади необхідну для його роботи інформацію;
- запрошує на засідання представників органів виконавчої влади, а також інших фахівців із питань, що розглядаються.

Урядовий комітет попередньо розглядає:
- проекти законів, актів Президента України, урядових постанов;
- проекти урядових розпоряджень про схвалення концепцій реалізації державної політики у відповідній сфері, концепцій державних цільових програм та концепцій законів;
- проекти урядових розпоряджень, подані з розбіжностями, що не врегульовані після проведення в установленому порядку головним розробником узгоджувальної процедури, та проекти розпоряджень уряду, щодо яких висловлено застереження Секретаріатом Кабінету Міністрів або стосовно яких є письмові пропозиції Урядового уповноваженого з питань антикорупційної політики про доцільність проведення антикорупційної експертизи;
- проекти актів законодавства, що містять інформацію, яка становить державну таємницю, або конфіденційну інформацію, що є власністю держави, — у разі, коли існує необхідність у врегулюванні розбіжностей в позиціях органів виконавчої влади, установ та організацій, які брали участь у їх розробленні (такі проекти розглядаються з дотриманням вимог Порядку організації та забезпечення режиму секретності в органах державної влади, органах місцевого самоврядування, на підприємствах, установах і організаціях, а також інших актів законодавства з питань державної таємниці);

Урядовий комітет розглядає:
- проекти експертних висновків Кабінету Міністрів до законопроектів, ініційованих народними депутатами України, у разі наявності розбіжностей у позиціях заінтересованих органів;
- скарги центральних органів виконавчої влади щодо відмови Держкомпідприємництва у погодженні проектів регуляторних актів, розроблених такими органами, а також скарги центральних органів виконавчої влади, їх територіальних органів, Ради міністрів Автономної Республіки Крим і місцевих держадміністрацій щодо рішень Держкомпідприємництва про необхідність усунення порушення принципів державної регуляторної політики у сфері господарської діяльності та приймає відповідні рішення за результатами їх розгляду;

Урядовий комітет також:
- врегульовує розбіжності у позиціях органів виконавчої влади, координує їх дії з метою пошуку взаємоузгоджених рішень, забезпечує узгодження з усіма заінтересованими органами і доопрацювання проектів актів;
- готує висновки та пропозиції Кабінетові Міністрів, які оформляються у вигляді протоколу засідання, щодо прийняття рішень стосовно розглянутих проектів актів;
- приймає рішення про проведення антикорупційної експертизи проекту акта Кабінету Міністрів.

Рішення урядового комітету надсилаються відповідним органам виконавчої влади для виконання.

## Участь у комітетах і їхні засідання
До складу урядового комітету входять відповідно до їх компетенції члени Кабінету Міністрів та можуть входити заступники міністрів, а також керівники центральних органів виконавчої влади, які не входять до складу Кабінету Міністрів.
Урядові комітети очолюють Прем'єр-міністр, Перший віце-прем'єр-міністр, віце-прем'єр-міністри.
Члени Кабінету Міністрів України, які не входять до складу урядового комітету, можуть брати участь у роботі цього комітету з правом вирішального голосу. У разі якщо міністр — член урядового комітету не може з поважних причин бути присутнім на засіданні, замість нього в роботі комітету може брати участь з правом вирішального голосу його заступник (за попереднім погодженням з головою відповідного
комітету). За рішенням голови урядового комітету або за погодженням з ним у засіданні урядового комітету можуть брати участь з правом дорадчого голосу керівники центральних і місцевих органів виконавчої влади, органів місцевого самоврядування, Народні депутати України, інші посадові особи, участь яких необхідна для обговорення питання, включеного до порядку денного.
Засідання урядового комітету вважається повноважним, якщо на ньому присутні більше ніж половина його членів. Рішення урядового комітету приймається більшістю від його посадового складу та оформлюється протоколом.
Засідання урядового комітету стенографується. Стенограма засідання урядового комітету є внутрішнім робочим документом, що використовується для складення протоколу засідання та зберігається протягом 10 днів після його підписання.
Для організаційно-технічного забезпечення проведення засідань урядового комітету, забезпечення дотримання процедури підготовки матеріалів, ведення протоколу засідання Міністр Кабінету Міністрів призначає з числа працівників Секретаріату Кабінету Міністрів відповідального секретаря урядового комітету.